# Ludwig Heller (Indologe)
Ludwig Heller (* 18. August 1866 in Travemünde; † 21. August 1945 in Greifswald) war ein deutscher Indologe, Indogermanist und Hochschullehrer.

## Leben

### Herkunft und Familie
Ludwig Heller war der jüngste Sohn des Pastors Ludwig Heller in Travemünde. Ernst Heller und Johannes Heller waren seine älteren Brüder.
Er blieb unverheiratet.

### Werdegang
Er besuchte bis Ostern 1886 das  Katharineum zu Lübeck. 
Danach wurde er Einjährig-Freiwilliger in Erlangen, wo er im Sommersemester 1886 in die AMV Fridericiana Erlangen eintrat.
Nach seiner Dienstzeit studierte er von 1887 bis 1893 an der Universität Göttingen Indologie und indogermanische Sprachwissenschaft. Besonders Franz Kielhorn wurde sein Lehrer.
1893 wurde er in Göttingen mit einer kritischen Ausgabe einer historischen Sanskrit-Grammatik zum Dr. phil. promoviert. Die Arbeit wurde nur in Teilen publiziert. Im Herbst 1893 trat er als wissenschaftlicher Volontär in den Dienst der Staatsbibliothek zu Berlin und arbeitete mit Albrecht Weber an der Verzeichnung der indischen Handschriften. 1897 habilitierte er sich an der Universität Greifswald. Im Sommersemester 1904 wurde er außerordentlicher Professor in Greifswald mit einem Lehrauftrag für indische Philologie. Nach dem Wechsel seines Kollegen Heinrich Zimmer nach Berlin übernahm er auch einen Teil der Lehrveranstaltungen zur indogermanischen Philologie. 1918 lehrte er an der Landesuniversität Dorpat. Der Sohn Zimmers, Heinrich Zimmer war von 1920 bis 1922 als Privatdozent sein Kollege. 
Ab 1924 vertrat Heller das gesamte Gebiet der indogermanischen Philologie in Greifswald allein. Die Schwierigkeiten, einen Nachfolger zu berufen, ließen ihn auch über die Emeritierung hinaus bis an sein Lebensende in der Lehre tätig sein. 
Heller hat wenig veröffentlicht und besaß eine dem Niederdeutschen eigene Scheu vor der Öffentlichkeit, hatte aber eine aufopfernde Hingabe an die Lehrtätigkeit.

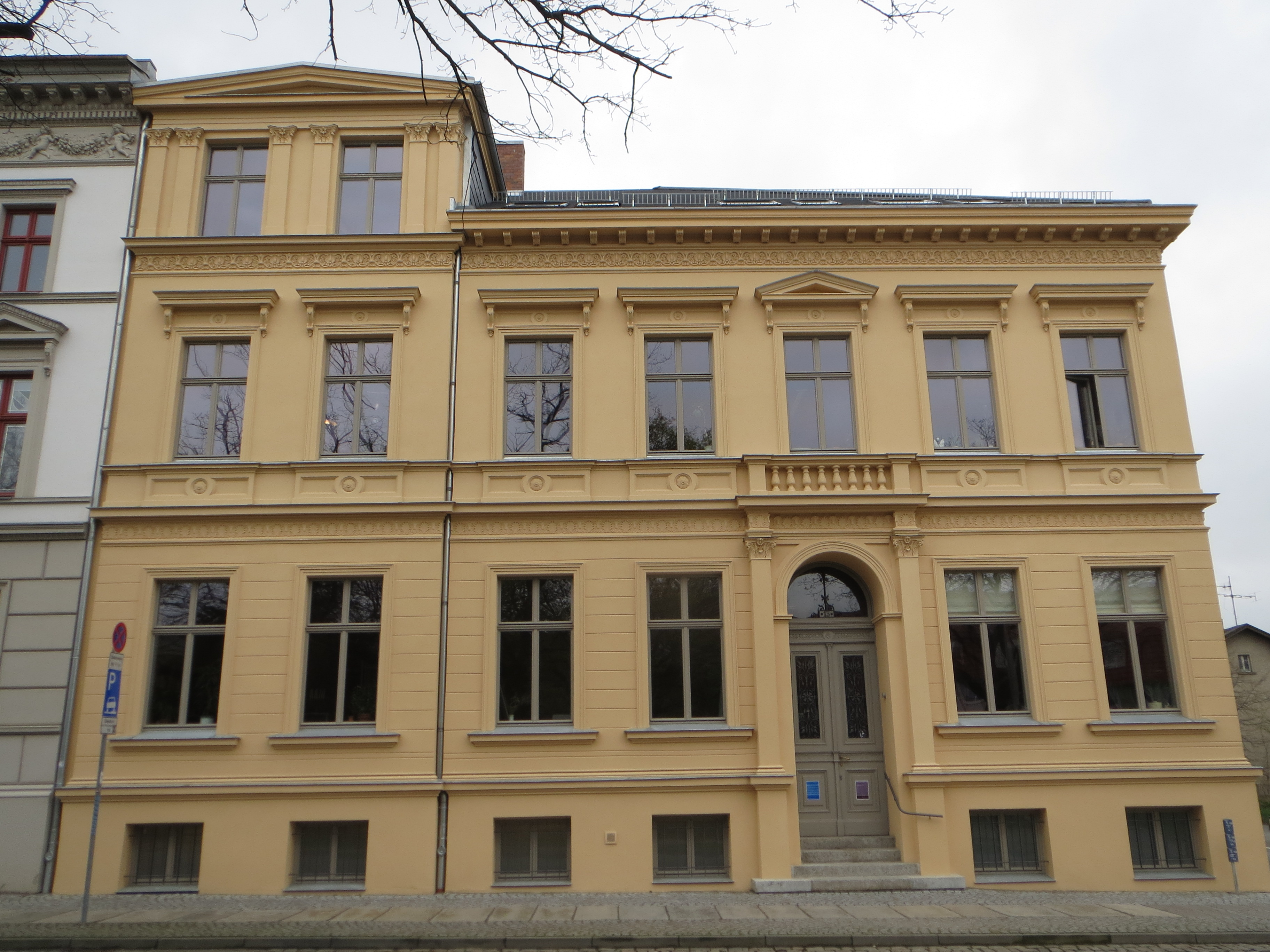
Hellers Wohnhaus in Greifswald

Jedes Jahr zu Weihnachten bescherte er in seiner Wohnung am Karlsplatz (heute Karl-Marx-Platz) 15 die Kinder des Greifswalder Waisenhauses. 
Diether Lauenstein war sein wissenschaftlicher Erbe und erbte Hellers Nachlass.

## Schriften
- Halâyudha’s Kavirahasya: Einleitung. Göttingen, Phil. Diss. 1894.
- Der Gaṇa ʿmṛṣādiʾ. Leipzig 1896 (in: Gurupūjākaumudī [Gurupûǵâkâumudî]. Festgabe zum 50jährigen Doctorjubiläum A. Weber dargebracht)
- Halāyudha’s Kavirahasya in beiden Recensionen. Greifswald: Abel 1900 (Sanskrit-Drucke: eine Sammlung indischer Texte 1).